# Bosc-Renoult-en-Roumois
Bosc-Renoult-en-Roumois és un municipi francès situat al departament de l'Eure i a la regió de Normandia. L'any 2007 tenia 426 habitants.

## Demografia

### Població
El 2007 la població de fet de Bosc-Renoult-en-Roumois era de 426 persones. Hi havia 161 famílies, de les quals 20 eren unipersonals (12 homes vivint sols i 8 dones vivint soles), 74 parelles sense fills, 63 parelles amb fills i 4 famílies monoparentals amb fills.
La població ha evolucionat segons el següent gràfic:
Habitants censats

### Habitatges
El 2007 hi havia 174 habitatges, 162 eren l'habitatge principal de la família, 10 eren segones residències i 2 estaven desocupats. Tots els 173 habitatges eren cases. Dels 162 habitatges principals, 149 estaven ocupats pels seus propietaris, 8 estaven llogats i ocupats pels llogaters i 6 estaven cedits a títol gratuït; 1 tenia una cambra, 2 en tenien dues, 13 en tenien tres, 35 en tenien quatre i 112 en tenien cinc o més. 120 habitatges disposaven pel capbaix d'una plaça de pàrquing. A 82 habitatges hi havia un automòbil i a 76 n'hi havia dos o més.

### Piràmide de població
La piràmide de població per edats i sexe el 2009 era:
| Homes | Edats   | Dones |
| ----- | ------- | ----- |
| 0     | 95 o +  | 0     |
| 0     | 90 a 94 | 0     |
| 0     | 85 a 89 | 0     |
| 0     | 80 a 84 | 0     |
| 0     | 75 a 79 | 4     |
| 12    | 70 a 74 | 12    |
| 16    | 65 a 69 | 12    |
| 8     | 60 a 64 | 8     |
| 12    | 55 a 59 | 4     |
| 36    | 50 a 54 | 32    |
| 16    | 45 a 49 | 32    |
| 12    | 40 a 44 | 8     |
| 8     | 35 a 39 | 16    |
| 20    | 30 a 34 | 8     |
| 16    | 25 a 29 | 0     |
| 12    | 20 a 24 | 12    |
| 16    | 15 a 19 | 12    |
| 12    | 10 a 14 | 4     |
| 32    | 5 a 9   | 12    |
| 0     | 0 a 4   | 4     |

## Economia
El 2007 la població en edat de treballar era de 290 persones, 204 eren actives i 86 eren inactives. De les 204 persones actives 186 estaven ocupades (102 homes i 84 dones) i 18 estaven aturades (7 homes i 11 dones). De les 86 persones inactives 26 estaven jubilades, 27 estaven estudiant i 33 estaven classificades com a «altres inactius».

### Ingressos
El 2009 a Bosc-Renoult-en-Roumois hi havia 169 unitats fiscals que integraven 450 persones, la mediana anual d'ingressos fiscals per persona era de 22.190 €.

### Activitats econòmiques
Dels 11 establiments que hi havia el 2007, 1 era d'una empresa de fabricació d'altres productes industrials, 3 d'empreses de construcció, 1 d'una empresa de comerç i reparació d'automòbils, 2 d'empreses de transport, 3 d'empreses de serveis i 1 d'una entitat de l'administració pública.
Dels 3 establiments de servei als particulars que hi havia el 2009, 1 era una fusteria, 1 lampisteria i 1 electricista.
L'any 2000 a Bosc-Renoult-en-Roumois hi havia 8 explotacions agrícoles.

## Equipaments sanitaris i escolars
El 2009 hi havia una escola elemental integrada dins d'un grup escolar amb les comunes properes formant una escola dispersa.

## Poblacions més properes
El següent diagrama mostra les poblacions més properes.